# Sharon Hayes
Sharon Hayes (* 1970) ist eine amerikanische Künstlerin, die mit den Mitteln von Konzeptkunst, Performance und Videokunst arbeitet.

## Leben und Werk
Sharon Hayes nahm 1991 am Urban Art Semester von Trinity/La MaMa teil. 1992 erhielt sie den B.A. am Bowdoin College in Brunswick (Maine). 2003 schloss sie ein Aufbaustudium an der UCLA mit dem Master of Fine Arts ab.
Hayes lebt und arbeitet in Los Angeles und New York City.

## Auszeichnungen
Für ihr künstlerisches Schaffen erhielt Sharon Hayes 2013 den mit 75.000 Dollar dotierten US-amerikanischen Alpert Award in the Arts in der Kategorie Visual Arts.

## Ausstellungen

### Einzelausstellungen (Auswahl)
- 2007: I march in the parade of liberty, but as long as I love you I'm not free, New Museum of Contemporary Art, New York.[3]
- 2006: 10 Minutes of Collective Activity, o. T. Raum für aktuelle Kunst, Luzern.[4]
- 2005: After Before, Art in General, New York City.[5]
- 2001 Cambio de Lugar_Change of Place, P.S.1, New York.[6] Die Arbeit wurde 2002 auch in der Galerie Paula Böttcher, Berlin und bei Signal, Malmö gezeigt.[7] (Zusammen mit Andrea Geyer)

### Teilnahme an Gruppenausstellungen (Auswahl)
- 2007: documenta 12, Kassel. Gezeigt wurde die Arbeit 9 Scripts from a Nation at War.[8]
- 2007: Media Burn, Tate Modern, London.[9]
- 2007: Exil des Imaginären – Politik, Ästhetik, Liebe, Generali Foundation, Wien.[10]
- 2006: Altered, Stitched and Gathered, P.S.1, New York.[11]
- 2006: Knowing You/Knowing Me – Zur Komplizenschaft mit Bildern, Camera Austria, Graz (mit Andrea Geyer)[12]
- 2006: Cooling Out. On the Paradox of Feminism, Baselland, Schweiz und Kunstraum der Universität Lüneburg. (Mit Andrea Geyer.)[13]